# Miloslav Souček
Miloslav Souček   (Plzeň, 2 de gener de 1931) és un expilot de motocròs i enduro txec. Dins la primera modalitat, aconseguí quatre Campionats de Txecoslovàquia i bons resultats al Campionat del Món durant diverses temporades, entre ells el tercer lloc final a l'aleshores encara Campionat d'Europa de 250cc el 1960. Pel que fa a l'enduro, com a membre de l'equip de Txecoslovàquia guanyà el Vas i el Trofeu als ISDT en dues edicions seguides (1955 i 1956).
Nascut a Plzeň, Souček ha viscut sempre a Stříbro (ben a prop, a la regió de Plzeň), on hi ha la casa familiar, tret d'una curta etapa mentre es dedicava al motociclisme: a l'estiu de 1955 es va establir a Litice, prop de Plzeň, per a treballar i a finals de 1956, quan fitxà per ESO, s'establí amb la seva família a Divišov (districte de Benešov), on hi havia la fàbrica, i s'hi estigué fins que se'n tornaren a Stříbro el 1963.

## Biografia
El 1947, mentre feia d'aprenent de mecànic a Plzeň, Souček seguí amb interès la primera edició dels ISDT de la postguerra, celebrats a Zlín, on Txecoslovàquia assolí la victòria al Trofeu i al Vas. El maig de 1949, participà amb una ČZ 125 modificada per ell a l'enduro de Bohèmia Meridional, a České Budějovice, i l'acabà amb medalla d'or. Al juny va córrer el seu primer motocròs a Stříbro i hi acabà quart a la categoria de principiants. A la tardor, va començar a treballar al Servei Municipal de Stříbro com a mecànic de motocicletes. El 1950, tornà a competir amb èxit en proves d'enduro i guanyà la seva primera cursa de motocròs a Stříbro. Aquella temporada l'acabà amb un balanç de 7 victòries de 10 curses. Al setembre començà els estudis al Col·legi d'Automoció de Mladá Boleslav.
Entre 1951 i 1952, disputà nombroses curses arreu de Txecoslovàquia i assolí gran anomenada gràcies als seus repetits triomfs en les dues disciplines (enduro i motocròs). El juny de 1952 va acabar els seus estudis i a l'estiu va començar a treballar al Velo-Stadion de Rakovník. Al novembre començà el servei militar bàsic de 2 anys a České Budějovice. El 1953, Miloslav Souček es casà amb l'Agnes i aquell any mateix nasqué el seu fill Miroslav (tres anys després nasqué el segon fill, Jan). A l'abril fou traslladat a Praga, on l'esperava František Mošna, el comandant de l'antiga ATK (coneguda com a Dukla Praha des del 1956). L'entitat formava corredors d'elit mentre s'ocupaven de les motos, s'hi entrenaven i competien. Un cop allà, li assignaren una CZ 150cc amb què participà en diverses curses de motocròs i enduro.
La primavera de 1954, Dukla va revolucionar la tècnica de les fàbriques Jawa i CZ en proposar-los d'equipar les seves motos de fora d'asfalt amb forquilles frontals i basculants posteriors dissenyats per tècnics de l'entitat. Aquell mateix any, Miloslav Souček viatjà amb una delegació txecoslovaca a la Unió Soviètica per a participar a una competició internacional d'enduro que se celebrà el 26 de setembre a Moscou. Poc després, guanyà el Campionat de Txecoslovàquia d'enduro de 175cc i, a finals d'octubre, s'acomiadà voluntàriament del club Dukla i es llicencià del servei militar. Tot seguit, s'establí a Litice, on treballà de mecànic de manteniment a l'empresa Silnice Plzeň. El 1955, amb la seva CZ 150, fou membre de l'equip guanyador del Vas de Plata als Sis Dies de Zlín.

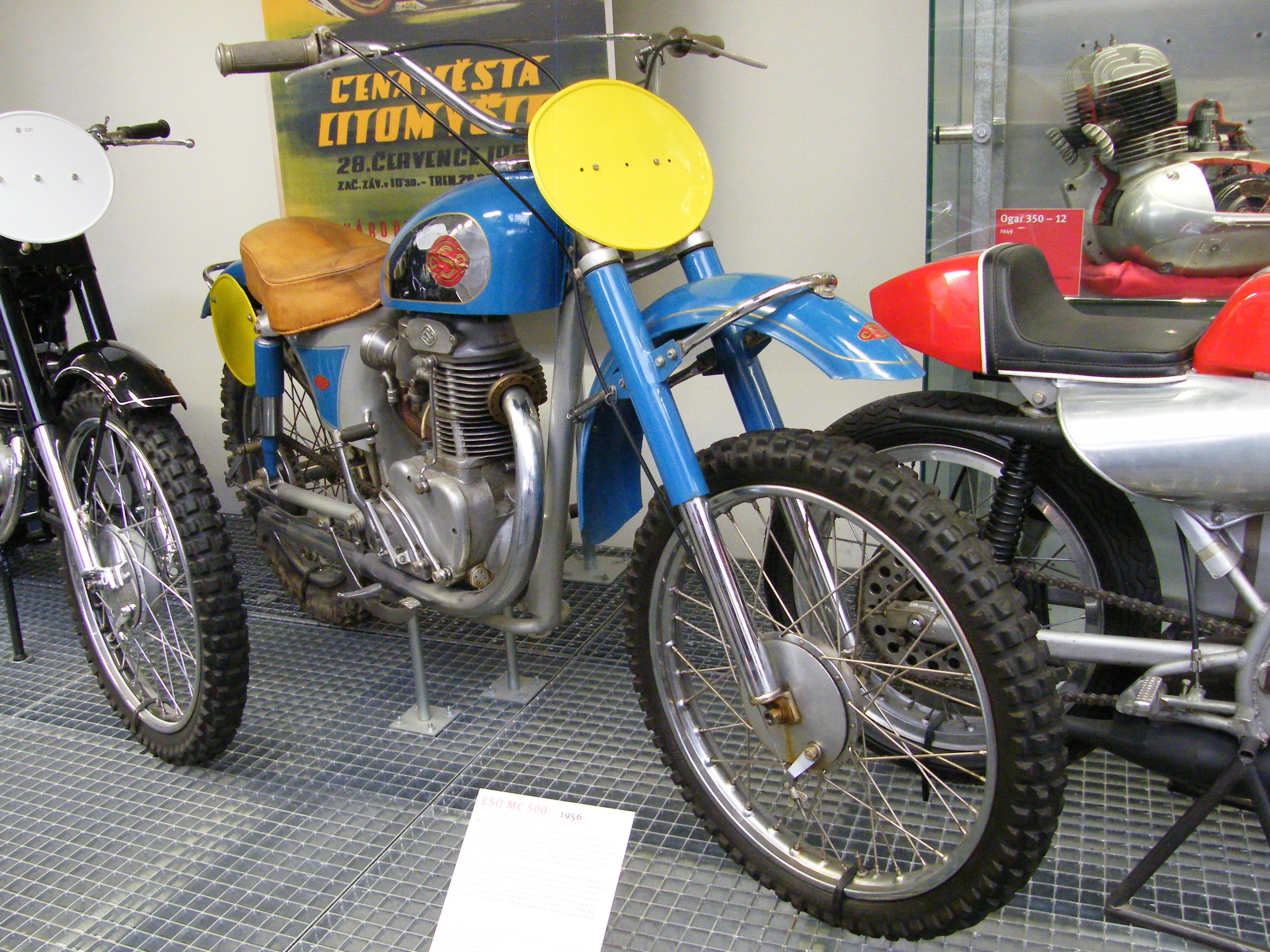
ESO 500 de motocròs de 1956, com la que pilotà Souček aquell any

El 1956 provà la nova ESO 500cc, amb la qual va debutar a l'estranger en una cursa a França i va acabar tercer al Campionat de Txecoslovàquia, que guanyà Jaromír Čížek. Al setembre tornà a triomfar als Sis Dies, aquest cop en guanyar el Trofeu a Garmisch-Partenkirchen. Gràcies als seus èxits, al desembre ESO el fitxà com a pilot de fàbrica i Souček es traslladà amb la família a Divišov. Allà, es dedicà des d'aleshores al manteniment i desenvolupament de les seves motocicletes, a l'entrenament i a les curses.
El 1957, participà amb l'ESO a l'acabat de crear Campionat d'Europa de 250cc, però diverses lesions el mantingueren inactiu durant bona part de la temporada. Ja recuperat, participà als Sis Dies de Špindleruv Mlýn (als Krkonoše), on l'equip txecoslovac fou segon al Trofeu. Aquell any acabà tercer al Campionat de Txecoslovàquia de 500cc. El 1958, per decisió política dels dirigents txecoslovacs no va poder competir al Campionat d'Europa (el règim volia prioritzar Jaromir Čížek, que fou qui acabà guanyant el campionat). Per compensar, Miloslav guanyà el seu primer Campionat estatal (aquest, en la cilindrada de 350 cc), mentre quedà subcampió en 500cc.
El 1959, autoritzat de nou a competir a l'europeu de 250cc, Souček guanyà el Gran Premi d'Àustria i acabà tercer al de la RDA. Tot i el bon començament de temporada, Souček suspengué els desplaçaments al juny en rebre la notícia de la mort del seu pare. Al campionat estatal, fou subcampió en 350cc i tercer en 500cc, on el campió fou un altre pilot d'ESO, Vlastimil Válek.
El 1960, reprengué la participació al campionat d'Europa de 250cc. Guanyà el Gran Premi de Txecoslovàquia davant 80.000 espectadors (22 de maig a Šárka, Praga), fou segon al de Polònia (29 de maig a Zabrze) i al darrer de la temporada, el d'Alemanya (4 de setembre a Leichlingen). Gràcies a aquests i altres resultats, acabà la temporada en tercer lloc final, darrere dels anglesos Dave Bickers i Jeff Smith. A més, aquell any guanyà dos campionats de Txecoslovàquia de forma incontestable: 250 i 500cc. La temporada següent, 1961, Souček competí en alguna prova de l'europeu de 250cc i se centrà en el mundial de 500cc, en el qual aconseguí el tercer lloc al Gran Premi d'Àustria (30 d'abril a Sittendorf) i el segon al de Txecoslovàquia davant 50.000 espectadors (4 de juny a Přerov, regió d'Olomouc) i al de Luxemburg (13 d'agost a Ettelbruck). Tot això li proporcionà el quart lloc final al campionat, darrere dels tres suecs Sten Lundin, Bill Nilsson i Gunnar Johansson.
El 1962, el prometedor prototip ESO de 250 cc equipat amb distribució desmodròmica no acabà de funcionar. Pel que fa als 500 cc, aconseguí el podi al Gran Premi de Txecoslovàquia, de nou a Přerov, on acabà tercer, però acabà la temporada internacional sense pena ni glòria. En canvi, al seu país aconseguí el campionat estatal de 500cc. Aquell fou l'any en què ESO deixà d'existir: des de Praga, es va promoure la seva fusió amb Jawa i el cessament de la producció dels seus models de fora d'asfalt. Souček, que havia col·laborat a encimbellar la marca en competició internacional, no volgué ajudar a tancar la fàbrica i a finals d'any, deixà seva feina a Divišov i se'n tornà amb la família a Stříbro.
El 1963, sense motos ESO oficials, es dedicà a córrer de forma amateur i participà encara en algun Gran Premi per Europa, però ja sense opcions a la victòria. A finals de temporada, es retirà definitivament de la competició després de córrer la pujada de muntanya de Pernink, a les Muntanyes Metal·líferes. ESO s'integrà definitivament a Jawa l'any següent.

## Palmarès

### Enduro
- Victòria al Vas dels ISDT amb l'equip estatal (1955)
- Victòria al Trofeu dels ISDT amb l'equip estatal (1956)

### Motocròs
Font:
- 4 Campionats de Txecoslovàquia:
  - 1958: 350cc
  - 1960: 250cc i 500cc
  - 1962: 500cc

Palmarès al Campionat del Món
| Any  | Motocicleta | 500cc | 250cc |
| ---- | ----------- | ----- | ----- |
| 1959 | ESO         | -     | 8è    |
| 1960 | ESO         | -     | 3r    |
| 1961 | ESO         | 4t    | 14è   |
| 1962 | ESO         | 12è   | -     |

1. ↑  Fins al 1961 inclòs no existia el Campionat del Món de 250 cc, ans el Campionat d'Europa (conegut també com a Coup d'Europe)

## Obra publicada
- Souček, Miloslav. Srdcové eso (en txec).  Praga: Moto Public, 27/02/2017. ISBN 9788090669307.